# Primera Guerra Bòer
La primera guerra dels bòers (en Afrikaans Eerste Vryheidsoorlog, literalment "Primera Guerra de la Llibertat"), 1880–1881, també coneguda com la Primera Guerra Anglo-Boer, Guerra de Transvaal o la Rebel·lió de Transvaal, va ser una guerra lliurada entre el 16 de desembre de 1880 i el 23 de març de 1881 entre el Regne Unit i els Bòers del Transvaal (com es coneixia la República de Sud-àfrica mentre estava sota administració britànica). La guerra va acabar en una victòria bòer i en l'eventual independència de la República Sud-africana.

## Antecedents
Al segle xix es van produir una sèrie d'esdeveniments a la part sud del continent africà, de tant en tant els britànics van intentar establir-hi un estat únic, mentre que d'altres volien controlar menys territori. Tres factors principals van impulsar l'expansió britànica cap al sud d'Àfrica:
- el desig de controlar les rutes comercials cap a l'Índia que passaven al voltant del cap de Bona Esperança.
- el descobriment el 1868 d'enormes dipòsits minerals de diamants al voltant de Kimberley a les fronteres conjuntes de la República Sud-africana (anomenada Transvaal pels britànics), l'Estat Lliure d'Orange i la Colònia del Cap, i posteriorment el 1886 a la febre de l'or de Transvaal.
- la carrera contra altres potències colonials europees, com a part d'una expansió colonial europea a l'Àfrica.

Altres possibles colonitzadors:
- l'Imperi Portuguès, que ja controlava l'Àfrica Occidental Portuguesa (l'actual Angola) a l'oest d'Àfrica Central i l'Àfrica Oriental Portuguesa (l'actual Moçambic) a l'Àfrica Oriental, així com la Guinea Portuguesa i Cap Verd a l'Àfrica Occidental
- l'Imperi Alemany, que va arribar a controlar la zona del sud d'Àfrica que el 1884 es convertiria en el sud-oest alemany d'Àfrica (l'actual Namíbia), i que també mantindria l'Àfrica oriental alemanya (avui terra continental de Tanzània), Kamerun (l'actual Camerun)) i Togo, tots dos a l'Àfrica occidental
- més al nord, el rei Leopold II de Bèlgica, que controlava una zona a l'Àfrica Central que el 1885 es convertiria en l'Estat Lliure del Congo (actual República Democràtica del Congo)
- la Tercera República Francesa, que estava en procés de conquesta del Regne Merina (l'actual Madagascar) i que perseguia les zones que el 1895 i el 1910 es convertirien en Àfrica Occidental Francesa i Àfrica Equatorial Francesa respectivament
- una sèrie de repúbliques bòers que s'expandeixen a territoris al nord de l'esfera d'influència britànica al Cap.

L'annexió britànica del Transvaal el 1877 va representar una de les seves principals incursions al sud d'Àfrica, però també es van produir altres expansions. El 1868, l'Imperi Britànic va annexionar Basutolàndia (l'actual Lesotho a les muntanyes de Drakensberg, envoltat de la Colònia del Cap, l'Estat Lliure d'Orange i Natal), després d'una apel·lació de Moshoeshoe, el líder d'un grup mixt de refugiats majoritàriament sotho del Difaqane. que va buscar protecció britànica tant contra els bòers com contra els zulus. A la dècada de 1880, el país de Tswana es va convertir en objecte de disputa entre els alemanys a l'oest, els bòers a l'est i els britànics a la colònia del cap al sud. Tot i que aleshores el país de Tswana gairebé no tenia cap valor econòmic, la "carretera dels missioners" la travessava cap al territori més al nord. Després que els alemanys s'annexionessin Damaraland i Namaqualand (moderna Namíbia) el 1884, els britànics s'annexionaren Bechuanaland en dues parts el 1885: el Protectorat de Betxuanalàndia (modern Botswana) i Betxuanalàndia Britànica (posteriorment part de la Colònia del Cap).
Després de la batalla de Blaauwberg (1806), la Gran Bretanya havia adquirit oficialment el Cap de Bona Esperança a Sud-àfrica als holandesos el 1815 després de les Guerres Napoleòniques. Alguns grups d'agricultors colons de parla holandesa (bòers) es van ressentir del domini britànic, tot i que el control britànic va aportar alguns beneficis econòmics. Les successives onades de migracions d'agricultors bòers (coneguts com a trekboers que literalment significa "agricultors viatgers"), van explorar primer cap a l'est al llarg de la costa, allunyant-se del Cap cap a Natal, i després cap al nord, cap a l'interior, establint finalment les repúbliques que es van conèixer com l'Estat Lliure d'Orange i el Transvaal (literalment "a través / més enllà del riu Vaal").
Els britànics no van intentar evitar que els Trekboers s'allunyessin del Cap. Els trekboers van funcionar com a pioners, obrint l'interior per als que els seguien, i els britànics van anar estenent el control cap a fora des del cap al llarg de la costa cap a l'est, acabant annexionant Natal el 1843.
Els trekboers eren agricultors, ampliant gradualment el seu territori sense una agenda global. L'abolició formal de l'esclavitud a l'Imperi Britànic el 1834 va portar a grups més organitzats de colons bòers que intentaven escapar del domini britànic, alguns viatjant al nord fins a l'actual Moçambic. Es va conèixer amb el nom de Gran Trek i els que hi van participar s'anomenen Voortrekkers.
De fet, els britànics van reconèixer posteriorment dues noves repúbliques bòers en un parell de tractats: la convenció de Sand River de 1852 reconeixia la independència de la República Transvaal i el Conveni de Bloemfontein de 1854 reconeixia la independència de l'Estat Lliure d'Orange. No obstant això, l'expansió colonial britànica, a partir de la dècada de 1830, va presentar escaramusses i guerres tant contra els bòers com contra les tribus africanes natives durant la major part del que quedava del segle.
El descobriment de diamants el 1867 a prop del riu Vaal, a unes 550 milles (890 km) al nord-est de Ciutat del Cap, va acabar amb l'aïllament dels bòers a l'interior i va canviar la història sud-africana. El descobriment va provocar una onada que va atreure gent de tot el món, convertint Kimberley en una ciutat de 50.000 habitants en cinc anys i cridant l'atenció dels interessos imperials britànics. A la dècada de 1870, els britànics van annexionar Griqualàndia Occidental, lloc dels descobriments de diamants de Kimberley.
El 1875, el comte de Carnarvon, el secretari colonial britànic, en un intent d'estendre la influència britànica, es va apropar a l'Estat Lliure d'Orange i a la República Transvaal i va intentar organitzar una federació dels territoris britànics i bòers basada en la federació francesa i francesa de 1867. Províncies angleses del Canadà. No obstant això, el context cultural i històric va diferir completament, i els líders bòers el van rebutjar. Les successives annexions britàniques, i en particular l'annexió de Griqualand occidental, van provocar un clima de malestar a foc lent a les repúbliques bòers. El 1877, els britànics van annexionar el Transvaal, que estava en fallida, i sota l'amenaça del zulu.

## Esclat de la guerra
Amb la derrota dels zulus i dels Pedi, els bòers de Transvaal van poder donar veu al creixent ressentiment contra l'annexió britànica del Transvaal de 1877 i es van queixar que havia estat una violació de la Convenció de Sand River de 1852 i de la Convenció de Bloemfontein de 1854.
El general major Sir George Pomeroy Colley, després de tornar breument a l'Índia, finalment va assumir el càrrec de governador de Natal, Transvaal, alt comissari de Sud-àfrica i comandant militar el juliol de 1880. Diversos compromisos van evitar que Colley visités el Transvaal, on coneixia molts dels bòers més grans. En lloc d'això, va confiar en els informes de l'administrador, Sir Owen Lanyon, que no tenia cap comprensió de l'estat d'ànim ni de la capacitat dels bòers. Retardadament, Lanyon va demanar reforços a les tropes el desembre de 1880, però va ser superat pels esdeveniments.
Els bòers es van revoltar el 16 de desembre de 1880 i van prendre mesures a Bronkhorstspruit contra una columna britànica del 94th Foot que tornaven per reforçar Pretòria.

## Guerra 1880–81

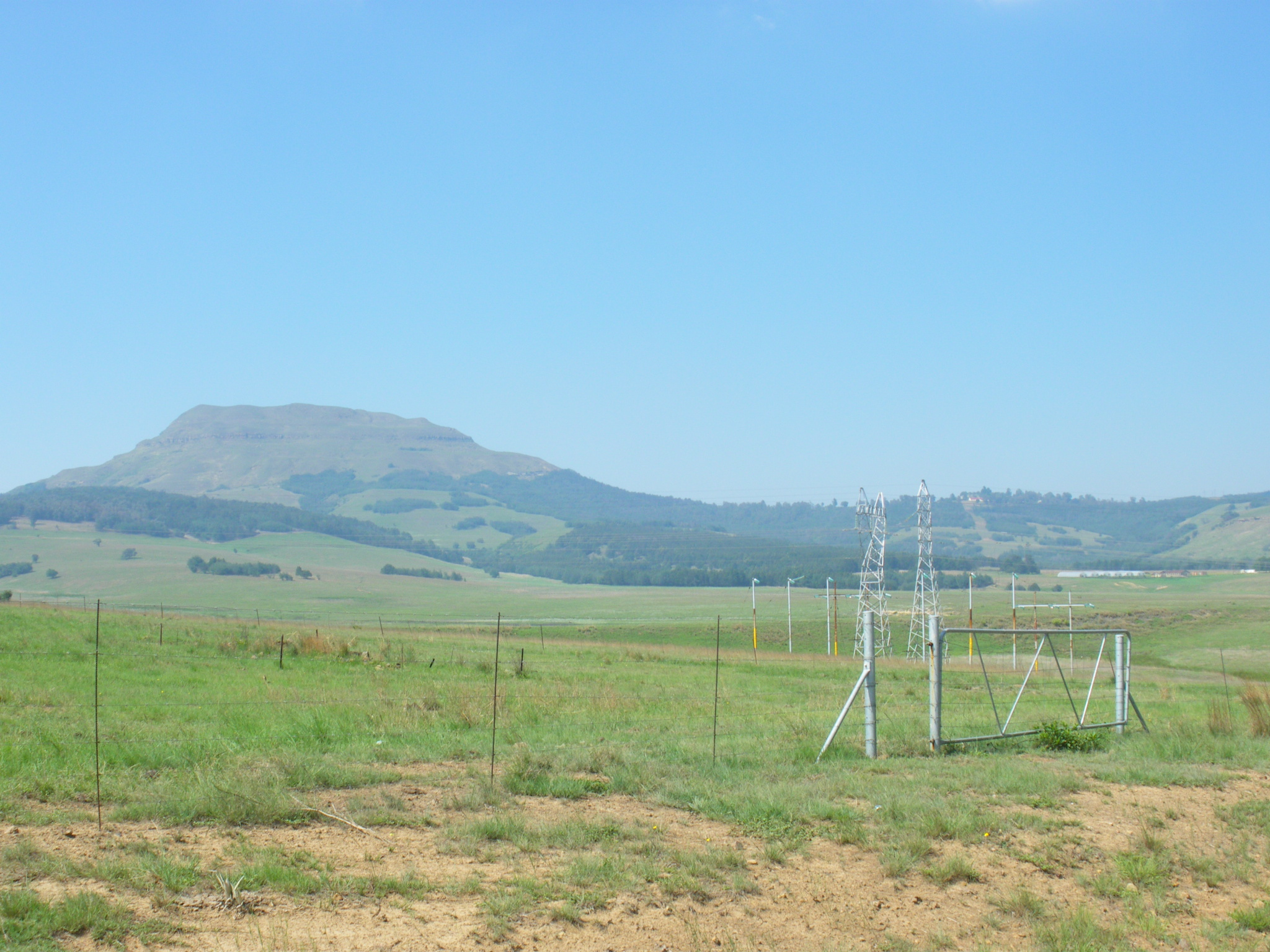
Majuba Hill, vist des de Laing's Nek, on es van lliurar dues batalles decisives entre les forces britàniques i bòers durant la Primera Guerra Boer.

El desencadenant de la guerra es va produir quan un bòer anomenat Piet Bezuidenhout es va negar a pagar un impost inflat il·legalment. Els funcionaris governamentals van apoderar-se del seu carro i van intentar subhastar-lo per pagar l'impost l'11 de novembre de 1880, però un centenar de bòers armats van interrompre la subhasta, van atacar el xèrif que la presidia i van recuperar el carro. Els primers trets de la guerra es van disparar quan aquest grup va lluitar contra les tropes governamentals que van ser enviades després.
Després que Transvaal declarés formalment la independència del Regne Unit, la guerra va començar el 16 de desembre de 1880 amb trets dels bòers de Transvaal a Potchefstroom. Durant aquesta escaramussa, el "comando" boer va ser dirigida pel general Piet Cronjé. Això va conduir a l'acció a Bronkhorstspruit el 20 de desembre de 1880, on els bòers van emboscar i van destruir un comboi de l'exèrcit britànic. Del 22 de desembre de 1880 al 6 de gener de 1881, les guarnicions de l'exèrcit britànic de tot el Transvaal van ser assetjades.
Encara que generalment es denomina guerra, els compromisos reals van ser de naturalesa relativament menor tenint en compte els pocs homes implicats en ambdós bàndols i la curta durada del combat, que va durar unes deu setmanes.
Els bòers feroçment independents no tenien exèrcit regular; quan el perill amenaçava, tots els homes d'un districte formaven una milícia organitzada en unitats militars anomenades comandos i elegien oficials. Comandos que eren milícies civils, cada home portava el que desitjava, generalment roba agrícola caqui de color gris fosc, de color neutre o de color terra, com ara jaqueta, pantalons i barret. Cada home portava la seva pròpia arma, generalment un rifle de caça, i els seus propis cavalls. Els ciutadans bòers mitjans que formaven els seus comandos eren agricultors que havien passat gairebé tota la vida laboral a la sella i, perquè havien de dependre tant dels seus cavalls com dels seus rifles per a gairebé tota la seva carn, eren experts caçadors i tiradors.
La majoria dels bòers tenien un rifle de càrrega de culata d'un sol tret, principalment el .450 Westley Richards, un rifle d'un sol tret amb càrrega de culata, amb una precisió de fins a 600 iardes.
Un llibre sobre la guerra (The First Boer War de J. Lehmann, 1972) oferia aquest comentari: "Amb el Westley Richards de càrrega de culata - calibre 45 era extremadament perillós per als britànics exposar-se al skyline". Altres rifles van ser el Martini-Henry i l'Snider-Enfield. Només uns quants tenien repetidors com el Winchester o el suís Vetterli. Com a caçadors, havien après a disparar des de cobert, des d'una posició propensa i fer que el primer tret comptés, sabent que si fallaven, en el temps que rs trigava a recarregar, les coses es podien complicar. A les reunions comunitàries, sovint feien competicions de tir amb objectius com ous de gallina posats en pals a més de 100 metres. Els comandos bòers eren experts genets, capaços d'utilitzar tot el que es pogués per trets precisos i destructius pels britànics.
En aquella data, els uniformes de la infanteria britànics eren jaquetes vermelles, pantalons de color blau fosc amb línies vermelles al lateral, cascos colonials blancs, que contrastaven amb el paisatge africà. Els highlanders portaven uniformes kilt i caqui (acabaven de participar en la Segona guerra anglo-afganesa). L'arma d'infanteria estàndard era el fusell Martini-Henry d'un sol tret amb una baioneta llarga. Els artillers de la Royal Artillery portaven jaquetes blaves. Els tiradors bòer podrien fàcilment disparar a les tropes britàniques des de la distància. Els bòers no portaven baionetes, deixant-los en un desavantatge substancial en el combat cos a cos, que van evitar el més sovint possible. Basant-se en anys d'experiència en la lluita contra les escaramusses frontereres amb nombroses i indígenes tribus africanes, van confiar més en la mobilitat, el sigil, la punteria i la iniciativa, mentre que els britànics van subratllar els valors militars tradicionals de comandament, disciplina, formació i força de foc sincronitzada. El soldat britànic mitjà no estava entrenat per ser tirador i tenia poca pràctica de blanc.

### Acció a Bronkhorstspruit
A la primera batalla a Bronkhorstspruit, el 20 de desembre de 1880, el tinent coronel Philip Anstruther i 120 homes del 94th Foot (Connaught Rangers) van morir o van resultar ferits pel foc bòer pocs minuts després dels primers trets. Les pèrdues dels bòers van sumar dos morts i cinc ferits. Aquest regiment principalment irlandès marxava cap a l'oest cap a Pretòria, dirigida pel tinent coronel Anstruther, quan va ser detingut per un grup de comandos bòers. Es van detenir quan es van apropar a un petit rierol anomenat Bronkhorstspruit, a 38 milles de Pretòria. El seu líder, el comandant Frans Joubert, (germà del general Piet Joubert), va ordenar que Anstruther i la columna tornessin enrere, afirmant que el territori tornava a ser una República Boer i, per tant, qualsevol altre avanç dels britànics es consideraria un acte de guerra. Anstruther es va negar i va ordenar que es distribuïssin municions. Els bòers van obrir foc i les tropes britàniques emboscades van ser aniquilades. En el combat que va seguir, la columna va perdre 56 homes i 92 ferits. Amb la majoria de les seves tropes mortes o ferides, el moribund Anstruther va ordenar la rendició.
L'aixecament bòer va agafar per sorpresa els sis petits forts britànics escampats pel Transvaal. Disposaven d'uns 2.000 efectius entre tots ells, incloent irregulars amb fins a cinquanta soldats a Lydenburg, que Anstruther acabava de deixar. Estant aïllat i amb tan pocs homes, tot el que podien fer els forts era preparar-se per a un setge i esperar a ser alleujats. El 6 de gener de 1881, els bòers havien començat a assetjar Lydenburg. Els altres cinc forts, amb un mínim de cinquanta milles entre dos, estaven a Wakkerstroom i Standerton al sud, Marabastad al nord i Potchefstroom i Rustemburg a l'oest. Els bòers van començar a assetjar el fort de Marabastad el 29 de desembre de 1880.
Els tres principals focus de la guerra estaven tots a uns setze quilòmetres l'un de l'altre, centrats en les batalles de Laing's Nek (28 de gener de 1881), el riu Ingogo (8 de febrer de 1881) i la derrota a Majuba Hill (27 de febrer de 1881). Aquestes batalles van ser el resultat dels intents de Colley per alleujar els forts assetjats. Tot i que havia demanat reforços, aquests no li arribarien fins a mitjans de febrer. Colley estava, però, convençut que les guarnicions no sobreviurien fins aleshores. En conseqüència, a Newcastle, prop de la frontera de Transvaal, va reunir una columna de socors d'homes disponibles, tot i que només ascendia a 1.200 efectius. La força de Colley es va debilitar encara més perquè portava poca cavalleria, un greu desavantatge en el terreny i per a aquest tipus de guerra. La majoria dels bòers anaven muntats i coneixien el terreny. No obstant això, la força de Colley va partir el 24 de gener de 1881 cap al nord cap a Nek de Laing en ruta per alleujar Wakkerstroom i Standerton, els forts més propers.

### Laing's Nek
En una demostració de diplomàcia abans del començament de la batalla, el comandant britànic Sir George Colley va enviar un missatge el 23 de gener de 1881 al comandant general dels Bòers, Piet Joubert, per demanar-li que dissolgués les seves forces o afrontés tota la força d'Imperial Gran Bretanya. Va escriure "Els homes que et segueixen són, molts d'ells ignorants, i saben i entenen una mica de qualsevol cosa fora del seu propi país. Però vosaltres, que teniu una bona formació i heu viatjat, no podeu deixar de ser conscients de com és de desesperada la lluita que heu emprès i del poc que pot tenir un èxit accidental en el resultat final".
Sense esperar cap resposta, Colley va dirigir la seva força de camp de Natal (formada per 1.400 homes, una brigada naval de 80 efectius, artilleria i canons Gatling) a un pas estratègic als turons de la frontera entre Natal i Transvaal anomenat Laing's Nek. A la batalla de Nek de Laing el 28 de gener de 1881, la força del camp de Natal dirigida pel general de divisió Sir George Pomeroy Colley va intentar amb atacs de cavalleria i infanteria obrir les posicions dels bòers a la serra de Drakensberg per alleujar les seves guarnicions. Els britànics van ser repel·lits amb fortes pèrdues, pels bòers sota el comandament de Piet Joubert. Dels 480 soldats britànics que van fer les càrregues, 150 no van tornar maig més. A més, la punteria dels bòers havia matat o ferit molts oficials superiors.

### Schuinshoogte
A la batalla de Schuinshoogte (també coneguda com a Batalla de les Pastanagues) el 8 de febrer de 1881, una altra força britànica amb prou feines va escapar de la destrucció. El general Colley havia buscat refugi amb la força del camp de Natal a Mount Prospect, a tres milles al sud, per esperar reforços. No obstant això, Colley va tornar aviat a l'acció. El 7 de febrer, un correu dirigida a Newcastle havia estat atacat pels bòers i obligat a tornar a Mount Prospect. L'endemà, Colley, decidit a mantenir oberts els seus subministraments i la seva ruta de comunicació, va escortar personalment el correu i aquesta vegada amb una escorta més gran. Els bòers van atacar el comboi a la travessia del riu Ingogo, però amb una força més forta d'uns 400 homes. La potència de foc no es va igualar i la lluita va continuar durant diverses hores, però els tiradors bòers van dominar l'acció fins a la foscor quan una tempesta va permetre a Colley i a la resta de les seves tropes retirar-se de nou al Mount Prospect. En aquest xoc, els britànics van perdre 139 oficials i tropes, la meitat de la força original que s'havia proposat per escortar el comboi de correu.
Colley s'havia vist obligat a deixar enrere a molts dels ferits i a morir de fred. En deu dies, havia perdut la quarta part de la seva força de camp, morts o ferits. "Una o dues victòries pírriques com aquesta i no ens quedarà cap exèrcit", va escriure el tinent Percival Marling aleshores.
El 12 de febrer, Colley va rebre reforços consistents en el 92è Regiment de Foot (Gordon Highlanders), el 15è (The King's Hussar's), amb el 6è (Inniskilling) Dragoons, i el 83è regiment (Country of Dublín) sota el comandament de Sir Evelyn Wood.
El 14 de febrer es van suspendre les hostilitats a l'espera del resultat de les negociacions de pau iniciades per una oferta de Paul Kruger. Durant aquest temps, van arribar els reforços promesos per Colley. Mentrestant, el govern britànic havia ofert una investigació de la Reial Comissió i una possible retirada de les tropes i la seva actitud cap als bòers era conciliadora. Colley es va mostrar crític amb aquesta postura i, mentre esperava l'acord final de Kruger, va decidir atacar de nou amb l'objectiu de permetre al govern britànic negociar des d'una posició de força. Això va resultar en el desastre de la batalla de Majuba Hill el 27 de febrer de 1881, la derrota més gran per als britànics.

### Majuba Hill

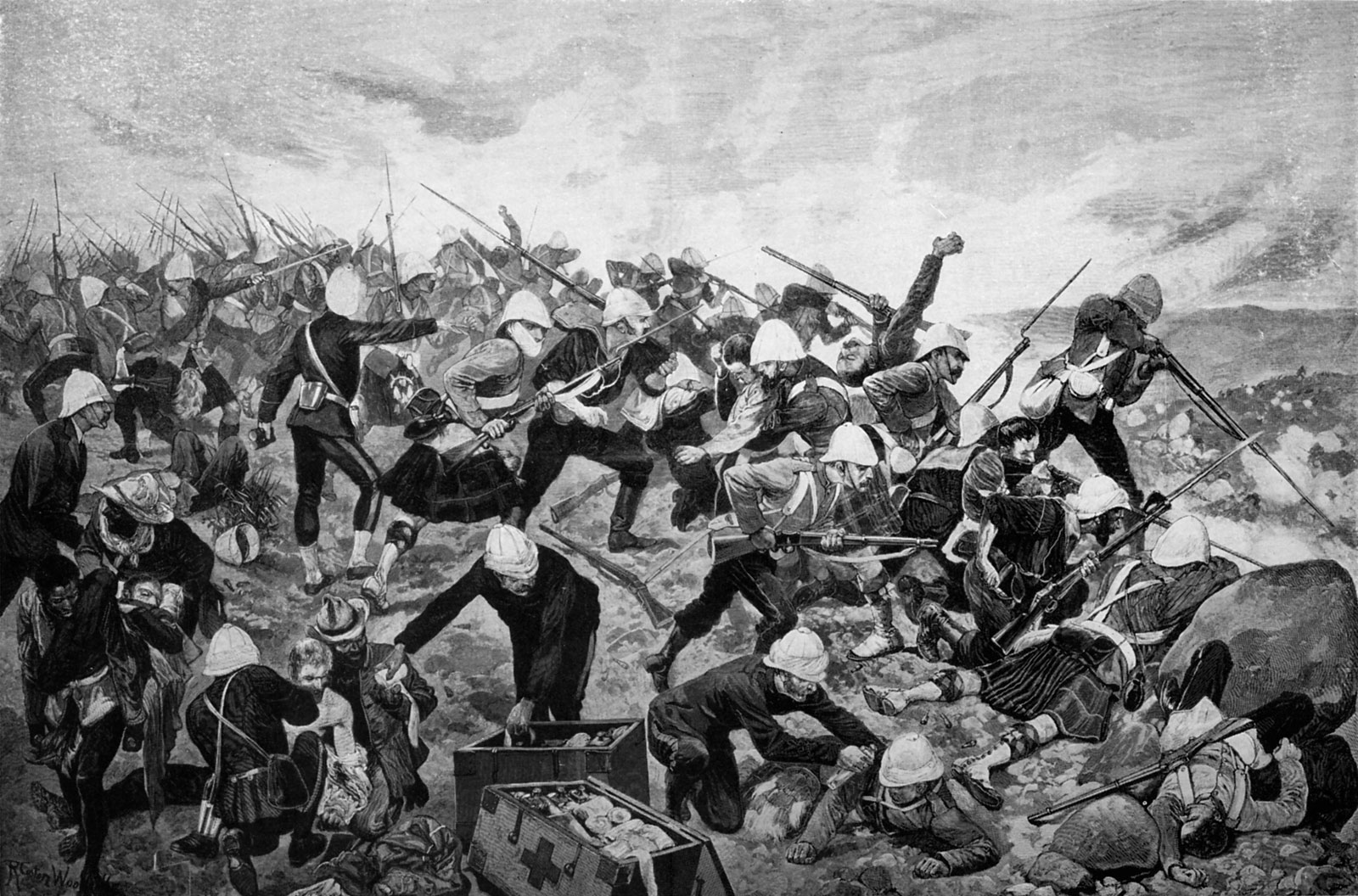
Batalla de Majuba

El 26 de febrer de 1881, Colley va dirigir una marxa nocturna d'uns 400 homes del 92è Highlanders, del 58è Regiment i de la Brigada Natal. Van arribar al cim de Majuba Hill, que donava a la posició principal dels bòers. Les tropes no portaven artilleria. A primera llum, un grup de highlanders va anunciar la seva presència a l'horitzó, sacsejant els punys i cridant als bòers de sota. Els bòers van veure com els britànics ocupaven el cim i van assaltar la muntanya. Tirant amb precisió i fent servir tota la cobertura natural disponible, els bòers van avançar cap a la posició britànica. Diversos grups de bòers van assaltar el turó i van expulsar els britànics. Quan el pànic es va apoderar dels terroritzats soldats britànics, van córrer cap a la rereguarda i van fugir pel vessant del turó.
Els britànics van patir greus pèrdues, amb 92 morts, 131 ferits i 50 homes presos. El major general Colley va ser un dels morts; va rebre un tret mortal al cap quan intentava reunir els seus homes. Dels bòers, un va morir i sis van resultar ferits, un mortalment. En 30 minuts, els britànics van ser expulsats del cim. Aquesta derrota va tenir un impacte tan gran que durant la Segona Guerra Bòer, una de les consignes britàniques va ser "Remember Majuba".
Per als britànics, la vergonya de Majuba era encara més intensa que la d'Isandhlwana. Unitats d'elit com la 92a Highlanders havien corregut davant d'irregulars bòers. Prop d'un centenar d'homes havien mort, 132 havien estat ferits i 56 s'havien rendit a una guerrilla irregular.
Les hostilitats van continuar fins al 6 de març de 1881, quan es va declarar una treva, irònicament en els mateixos termes que Colley havia menystingut. Els forts de Transvaal havien aguantat, contràriament a la previsió de Colley, sent els setges generalment desordenats, els bòers es conformaven a esperar que la fam i la malaltia passessin factura. Els forts només van patir baixes lleugeres a conseqüència de xocs esporàdics, excepte a Potchefstroom, on van morir vint-i-quatre, i disset a Pretòria, en cada cas fruit d'atacs ocasionals a les posicions dels bòers.

### Resultat i impacte
Tot i que els bòers van aprofitar al màxim els seus avantatges, les seves tàctiques no convencionals, punteria i mobilitat no expliquen plenament les greus pèrdues britàniques. Igual que els bòers, els soldats britànics estaven equipats amb rifles de càrrega de culata (el Martini-Henry), però eren (a diferència dels bòers) professionals, i l'exèrcit britànic ja havia combatut campanyes en terrenys difícils i contra un enemic esquiu com els homes de les tribus dels territoris del nord a l'Afganistan actual. Els historiadors van culpar gran part de la culpa als comandaments britànics, en particular el major general Sir George Pomeroy Colley, tot i que la mala intel·ligència i les males comunicacions també van contribuir a les seves pèrdues. A Nek de Laing, sembla que Colley no només va subestimar les capacitats dels Bòers, sinó que havia estat desinformat de la força de les forces Bòer i el va sorprendre. L'enfrontament a Ingogo Nek va ser potser precipitada, atès que s'enviaven reserves, i Colley ja havia experimentat la força i les capacitats dels bòers. De fet, els estrategs han especulat sobre si el comboi hauria d'haver procedit en absolut quan se sabia que era vulnerable a l'atac i si era necessari que el mateix Colley prengués el comandament de la guàrdia britànica.
La decisió de Colley d'iniciar l'atac a Majuba Hill quan les discussions per la treva ja estaven en curs sembla que va ser una ximpleria, sobretot perquè tenia un valor estratègic limitat. Les posicions bòers també estaven fora de l'abast dels rifles des del cim. Un cop començada la batalla de Majuba Hill, el comandament i la comprensió de Colley sobre la pèssima situació semblaven deteriorar-se a mesura que passava el dia, ja que va enviar senyals conflictius a les forces britàniques a Mount Prospect mitjançant heliògraf, primer sol·licitant reforços i després afirmant que els bòers es retiraven. El pobre lideratge, intel·ligència i comunicacions va provocar la mort de molts soldats britànics i del mateix Colley.
La Primera Guerra Bòer va ser el primer conflicte des de la Guerra de la Independència dels Estats Units, en què els britànics van ser derrotats decisivament i obligats a signar un tractat de pau en termes desfavorables. La batalla de Nek de Laing seria l'última ocasió en què un regiment britànic va portar els seus colors oficials a la batalla.

## Pau de 1881

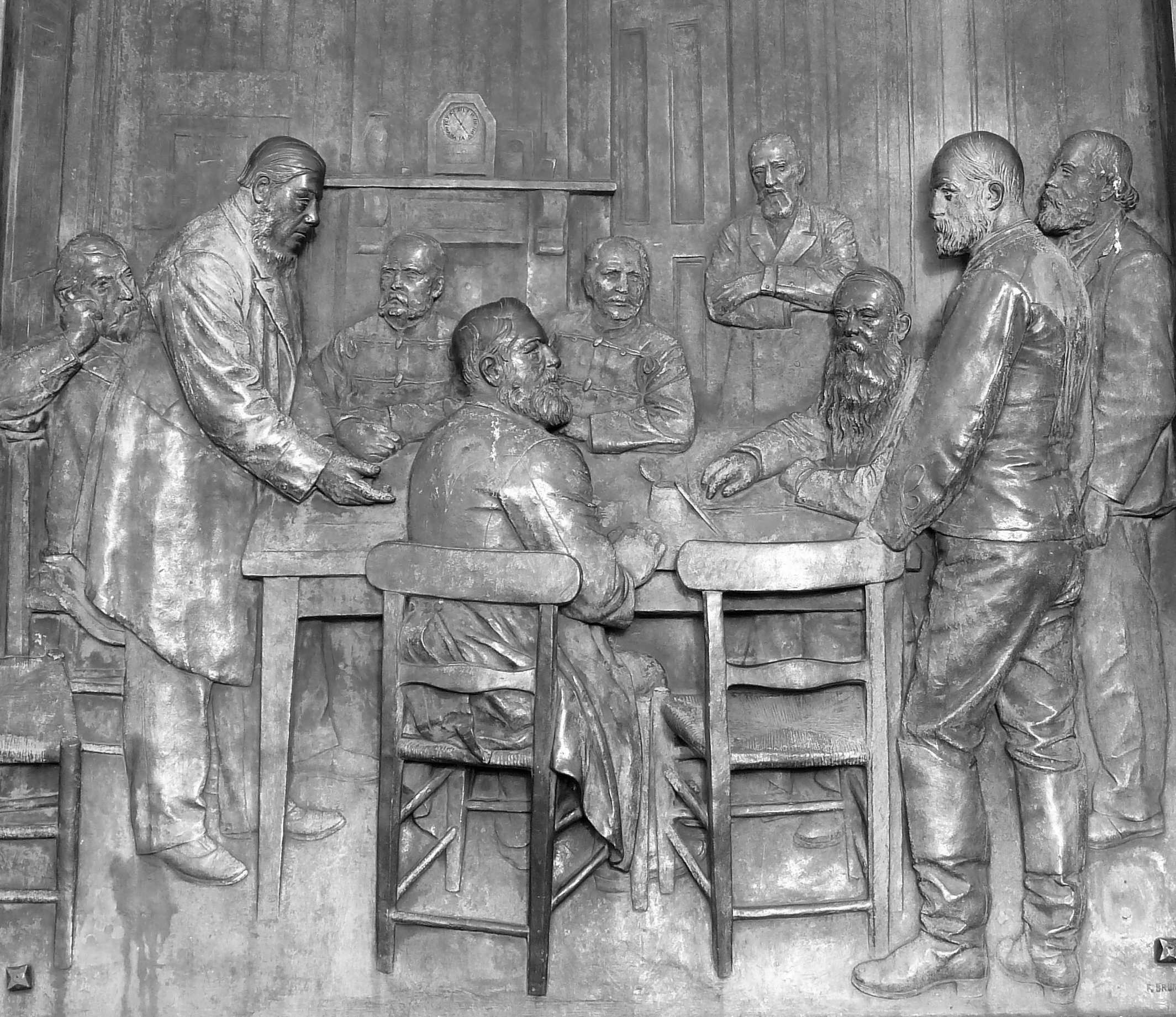
Converses de pau entre Paul Kruger i Sir Evelyn Wood a O'Neil's Cottage, prop del turó Amajuba

El govern britànic, sota el primer ministre William Gladstone, va ser conciliador ja que es va adonar que qualsevol altra acció requeriria un reforç substancial de les tropes i era probable que la guerra fos costosa, desordenada i prolongada. El govern britànic, sense voler embolicar-se en una guerra llunyana, va ordenar una treva.
Sir Evelyn Wood (substitut de Colley) va signar un armistici per posar fi a la guerra el 6 de març i, posteriorment, es va signar un tractat de pau amb Kruger a O'Neil's Cottage el 23 de març de 1881, posant la guerra al final oficial. En el tractat de pau final, el Conveni de Pretòria, negociat per una Reial Comissió de tres homes, els britànics van acordar completar l'autogovern bòer al Transvaal sota la sobirania britànica. Els bòers van acceptar la reina i el control britànic sobre les relacions externes, els afers africans i els districtes nadius.
La Convenció de Pretòria va ser signada el 3 d'agost de 1881 i ratificada el 25 d'octubre per Transvaal Volksraad (parlament). L'acord no va establir completament la independència del Transvaal, i va mantenir l'estat sota la sobirania britànica. Les tropes britàniques es van retirar i el 1884 la Convenció de Pretòria fou substituïda el 1884 per la Convenció de Londres, que preveia la plena independència i l'autogovern, si bé encara tenia el control britànic de les relacions exteriors.
Quan el 1886 es va fer una segona troballa mineral important a uns trenta quilòmetres al sud de la capital boer a Pretòria, va reiniciar els interessos imperials britànics. La dorsal, coneguda localment com el "Witwatersrand" (literalment "dorsal d'aigües braves", una conca hidrogràfica), contenia el jaciment més gran del món de mineral d'or. Aquest descobriment va convertir el Transvaal, que havia estat una república boer en lluita, potencialment en una amenaça política i econòmica per a la supremacia britànica a Sud-àfrica en un moment en què Gran Bretanya estava compromesa amb la lluita per les colònies africanes amb França i Alemanya.

### Tensions entre els governs
El 1896, Cecil Rhodes, primer ministre de la Colònia del Cap, va intentar derrocar el govern de Paul Kruger, que aleshores era president de la República Sud-africana o del Transvaal, l'anomenat atac de Jameson que va fracassar.
El 1899, les tensions van esclatar a la Segona Guerra Bòer, causada en part pel rebuig d'un ultimàtum per part dels britànics. L'ultimàtum de Transvaal havia exigit que totes les disputes entre l'Estat Lliure d'Orange i el Transvaal (aliat des de 1897) es resolguessin per arbitratge i que les tropes britàniques marxessin. L'atracció d'or va fer que valgués la pena consumir els vasts recursos de l'Imperi Britànic i incórrer en els enormes costos necessaris per guanyar aquesta guerra. No obstant això, les fortes lliçons que els britànics havien après durant la Primera Guerra Bòer, que incloïen la punteria bòerica, la flexibilitat tàctica i l'ús del terreny, havien estat oblidades en gran manera quan va esclatar la segona guerra 18 anys després. Es van produir fortes baixes, així com molts contratemps, abans que els britànics acabessin guanyant.